# Danko Lazović
Danko Lazović (in serbo Данко Лазовић?; Kragujevac, 17 maggio 1983) è un ex calciatore serbo, di ruolo attaccante.

## Carriera

### Club
Lazović ha cominciato la sua carriera nel Radnički Kragujevac, squadra della sua città.
Prima di trasferirsi al Feyenoord nell'estate del 2003 per 7000000 €, l'attaccante serbo aveva trascorso tre ottime stagioni al Partizan Belgrado, totalizzando 67 presenze e segnando 28 gol nelle ultime due stagioni con il team della capitale. Trovò difficoltà a inserirsi nel Feyenoord e così nel 2005 venne ceduto in prestito al Bayer Leverkusen.
Non riuscì ad ambientarsi neanche a Leverkusen e tornò dunque al Partizan nel gennaio 2006, per un prestito di sei mesi. Con la sua vecchia squadra fece una seconda metà di stagione abbastanza positiva, segnando 5 gol in campionato.
Nell'estate del 2006 Lazović tornò nell'Eredivisie, questa volta per giocare nel Vitesse Arnhem. Il Vitesse pagò al Feyenoord 1500000 € per lui, e il Feyenoord accettò di pagare il primo anno di stipendio. Con gran rammarico per molti tifosi del Feyenoord, la stagione dell'attaccante balcanico al Vitesse fu ottima, e per buona parte dell'anno fu in corsa addirittura per la Scarpa d'oro. Attirò in tal modo su di sé l'attenzione del PSV, che lo comprò al termine della stagione per 6600000 €, facendogli firmare un contratto di cinque anni.
Il 24 febbraio 2010 si trasferisce in Russia allo Zenit di Spalletti.
Qui vince il campionato 2010.
Il 20 gennaio 2014, dopo oltre otto anni, ritorna al Partizan Belgrado.
Durante l'estate del 2016 si trasferisce al Videoton.
Nella stagione 2018-19 contribuisce all'ottima avventura degli ungheresi in Champions League dove la squadra si dovrà arrendere ai playoff contro l'AEK Atene. Conquistato la qualificazione in Europa League, qualche giorno prima della prima dei magiari contro il BATE Borisov rescinde consensualmente il contratto con la squadra per poi dopo ritirarsi.

### Nazionale
Dopo avere giocato con la Jugoslavia e la Serbia e Montenegro, ha rappresentato in 43 occasioni la Serbia realizzando 11 reti, venendo pure convocato ai Mondiali 2010.

## Statistiche

### Cronologia presenze e reti in nazionale

#### RF Jugoslavia
| Cronologia completa delle presenze e delle reti in nazionale ― Jugoslavia | Cronologia completa delle presenze e delle reti in nazionale ― Jugoslavia | Cronologia completa delle presenze e delle reti in nazionale ― Jugoslavia | Cronologia completa delle presenze e delle reti in nazionale ― Jugoslavia | Cronologia completa delle presenze e delle reti in nazionale ― Jugoslavia | Cronologia completa delle presenze e delle reti in nazionale ― Jugoslavia | Cronologia completa delle presenze e delle reti in nazionale ― Jugoslavia | Cronologia completa delle presenze e delle reti in nazionale ― Jugoslavia |
| Data                                                                      | Città                                                                     | In casa                                                                   | Risultato                                                                 | Ospiti                                                                    | Competizione                                                              | Reti                                                                      | Note                                                                      |
| ------------------------------------------------------------------------- | ------------------------------------------------------------------------- | ------------------------------------------------------------------------- | ------------------------------------------------------------------------- | ------------------------------------------------------------------------- | ------------------------------------------------------------------------- | ------------------------------------------------------------------------- | ------------------------------------------------------------------------- |
| 27-3-2002                                                                 | Fortaleza                                                                 | Brasile                                                                   | 1 – 0                                                                     | Jugoslavia                                                                | Amichevole                                                                | -                                                                         | 82’                                                                       |
| Totale                                                                    |                                                                           | Presenze                                                                  | 1                                                                         |                                                                           | Reti                                                                      | 0                                                                         |                                                                           |

#### Serbia e Montenegro
| Cronologia completa delle presenze e delle reti in nazionale ― Serbia e Montenegro | Cronologia completa delle presenze e delle reti in nazionale ― Serbia e Montenegro | Cronologia completa delle presenze e delle reti in nazionale ― Serbia e Montenegro | Cronologia completa delle presenze e delle reti in nazionale ― Serbia e Montenegro | Cronologia completa delle presenze e delle reti in nazionale ― Serbia e Montenegro | Cronologia completa delle presenze e delle reti in nazionale ― Serbia e Montenegro | Cronologia completa delle presenze e delle reti in nazionale ― Serbia e Montenegro | Cronologia completa delle presenze e delle reti in nazionale ― Serbia e Montenegro |
| Data                                                                               | Città                                                                              | In casa                                                                            | Risultato                                                                          | Ospiti                                                                             | Competizione                                                                       | Reti                                                                               | Note                                                                               |
| ---------------------------------------------------------------------------------- | ---------------------------------------------------------------------------------- | ---------------------------------------------------------------------------------- | ---------------------------------------------------------------------------------- | ---------------------------------------------------------------------------------- | ---------------------------------------------------------------------------------- | ---------------------------------------------------------------------------------- | ---------------------------------------------------------------------------------- |
| 11-7-2004                                                                          | Fukuoka                                                                            | Serbia e Montenegro                                                                | 2 – 0                                                                              | Slovacchia                                                                         | Amichevole                                                                         | -                                                                                  | 75’                                                                                |
| 13-7-2004                                                                          | Yokohama                                                                           | Giappone                                                                           | 1 – 0                                                                              | Serbia e Montenegro                                                                | Amichevole                                                                         | -                                                                                  | 65’                                                                                |
| 18-8-2004                                                                          | Lubiana                                                                            | Slovenia                                                                           | 1 – 1                                                                              | Serbia e Montenegro                                                                | Amichevole                                                                         | -                                                                                  | 90+2’                                                                              |
| Totale                                                                             |                                                                                    | Presenze                                                                           | 3                                                                                  |                                                                                    | Reti                                                                               | 0                                                                                  |                                                                                    |

#### Serbia
| Cronologia completa delle presenze e delle reti in nazionale ― Serbia | Cronologia completa delle presenze e delle reti in nazionale ― Serbia | Cronologia completa delle presenze e delle reti in nazionale ― Serbia | Cronologia completa delle presenze e delle reti in nazionale ― Serbia | Cronologia completa delle presenze e delle reti in nazionale ― Serbia | Cronologia completa delle presenze e delle reti in nazionale ― Serbia | Cronologia completa delle presenze e delle reti in nazionale ― Serbia | Cronologia completa delle presenze e delle reti in nazionale ― Serbia |
| Data                                                                  | Città                                                                 | In casa                                                               | Risultato                                                             | Ospiti                                                                | Competizione                                                          | Reti                                                                  | Note                                                                  |
| --------------------------------------------------------------------- | --------------------------------------------------------------------- | --------------------------------------------------------------------- | --------------------------------------------------------------------- | --------------------------------------------------------------------- | --------------------------------------------------------------------- | --------------------------------------------------------------------- | --------------------------------------------------------------------- |
| 16-8-2006                                                             | Uherské Hradiště                                                      | Rep. Ceca                                                             | 1 – 3                                                                 | Serbia                                                                | Amichevole                                                            | 1                                                                     | 46’                                                                   |
| 2-9-2006                                                              | Belgrado                                                              | Serbia                                                                | 1 – 0                                                                 | Azerbaigian                                                           | Qual. Euro 2008                                                       | -                                                                     | 74’                                                                   |
| 6-9-2006                                                              | Varsavia                                                              | Polonia                                                               | 1 – 1                                                                 | Serbia                                                                | Qual. Euro 2008                                                       | 1                                                                     | 60’                                                                   |
| 7-10-2006                                                             | Belgrado                                                              | Serbia                                                                | 1 – 0                                                                 | Belgio                                                                | Qual. Euro 2008                                                       | -                                                                     | 60’                                                                   |
| 11-10-2006                                                            | Belgrado                                                              | Serbia                                                                | 3 – 0                                                                 | Armenia                                                               | Qual. Euro 2008                                                       | 1                                                                     | 46’                                                                   |
| 15-11-2006                                                            | Belgrado                                                              | Serbia                                                                | 1 – 1                                                                 | Norvegia                                                              | Amichevole                                                            | -                                                                     | 46’                                                                   |
| 24-3-2007                                                             | Almaty                                                                | Kazakistan                                                            | 2 – 1                                                                 | Serbia                                                                | Qual. Euro 2008                                                       | -                                                                     | 69’                                                                   |
| 28-3-2007                                                             | Belgrado                                                              | Serbia                                                                | 1 – 1                                                                 | Portogallo                                                            | Qual. Euro 2008                                                       | -                                                                     | 84’                                                                   |
| 2-6-2007                                                              | Helsinki                                                              | Finlandia                                                             | 0 – 2                                                                 | Serbia                                                                | Qual. Euro 2008                                                       | -                                                                     | 67’                                                                   |
| 22-8-2007                                                             | Bruxelles                                                             | Belgio                                                                | 3 – 2                                                                 | Serbia                                                                | Qual. Euro 2008                                                       | -                                                                     | 70’                                                                   |
| 8-9-2007                                                              | Belgrado                                                              | Serbia                                                                | 0 – 0                                                                 | Finlandia                                                             | Qual. Euro 2008                                                       | -                                                                     | 60’                                                                   |
| 13-10-2007                                                            | Erevan                                                                | Armenia                                                               | 0 – 0                                                                 | Serbia                                                                | Qual. Euro 2008                                                       | -                                                                     | 68’                                                                   |
| 17-10-2007                                                            | Baku                                                                  | Azerbaigian                                                           | 1 – 6                                                                 | Serbia                                                                | Qual. Euro 2008                                                       | 1                                                                     | 68’                                                                   |
| 21-11-2007                                                            | Belgrado                                                              | Serbia                                                                | 2 – 2                                                                 | Polonia                                                               | Qual. Euro 2008                                                       | 1                                                                     | 46’ 88’                                                               |
| 6-2-2008                                                              | Skopje                                                                | Macedonia                                                             | 1 – 1                                                                 | Serbia                                                                | Amichevole                                                            | 1                                                                     | 59’                                                                   |
| 26-3-2008                                                             | Kiev                                                                  | Ucraina                                                               | 2 – 0                                                                 | Serbia                                                                | Amichevole                                                            | -                                                                     | 33’ 46’                                                               |
| 24-5-2008                                                             | Dublino                                                               | Irlanda                                                               | 1 – 1                                                                 | Serbia                                                                | Amichevole                                                            | -                                                                     | 35’ 69’                                                               |
| 31-5-2008                                                             | Gelsenkirchen                                                         | Germania                                                              | 2 – 1                                                                 | Serbia                                                                | Amichevole                                                            | -                                                                     | 46’                                                                   |
| 6-9-2008                                                              | Belgrado                                                              | Serbia                                                                | 2 – 0                                                                 | Fær Øer                                                               | Qual. Mondiali 2010                                                   | -                                                                     | 56’                                                                   |
| 19-11-2008                                                            | Belgrado                                                              | Serbia                                                                | 6 – 1                                                                 | Bulgaria                                                              | Amichevole                                                            | 1                                                                     |                                                                       |
| 10-2-2009                                                             | Nicosia                                                               | Cipro                                                                 | 0 – 2                                                                 | Serbia                                                                | Amichevole                                                            | 1                                                                     | 82’                                                                   |
| 11-2-2009                                                             | Nicosia                                                               | Ucraina                                                               | 1 – 0                                                                 | Serbia                                                                | Amichevole                                                            | -                                                                     | 34’ 46’                                                               |
| 1-4-2009                                                              | Belgrado                                                              | Serbia                                                                | 2 – 0                                                                 | Svezia                                                                | Amichevole                                                            | -                                                                     | 46’                                                                   |
| 6-6-2009                                                              | Belgrado                                                              | Serbia                                                                | 1 – 0                                                                 | Austria                                                               | Qual. Mondiali 2010                                                   | -                                                                     | 56’                                                                   |
| 10-6-2009                                                             | Tórshavn                                                              | Fær Øer                                                               | 0 – 2                                                                 | Serbia                                                                | Qual. Mondiali 2010                                                   | -                                                                     | 66’                                                                   |
| 12-8-2009                                                             | Pretoria                                                              | Sudafrica                                                             | 1 – 3                                                                 | Serbia                                                                | Amichevole                                                            | 1                                                                     | 46’                                                                   |
| 9-9-2009                                                              | Belgrado                                                              | Serbia                                                                | 1 – 1                                                                 | Francia                                                               | Qual. Mondiali 2010                                                   | -                                                                     | 74’ 89’                                                               |
| 14-11-2009                                                            | Belfast                                                               | Irlanda del Nord                                                      | 0 – 1                                                                 | Serbia                                                                | Amichevole                                                            | 1                                                                     | cap. 76’                                                              |
| 18-11-2009                                                            | Londra                                                                | Corea del Sud                                                         | 0 – 1                                                                 | Serbia                                                                | Amichevole                                                            | -                                                                     | 46’                                                                   |
| 3-3-2010                                                              | Algeri                                                                | Algeria                                                               | 0 – 3                                                                 | Serbia                                                                | Amichevole                                                            | -                                                                     | 90’                                                                   |
| 29-5-2010                                                             | Klagenfurt                                                            | Serbia                                                                | 0 – 1                                                                 | Nuova Zelanda                                                         | Amichevole                                                            | -                                                                     | 66’                                                                   |
| 2-6-2010                                                              | Kufstein                                                              | Polonia                                                               | 0 – 0                                                                 | Serbia                                                                | Amichevole                                                            | -                                                                     | 59’                                                                   |
| 5-6-2010                                                              | Belgrado                                                              | Serbia                                                                | 4 – 3                                                                 | Camerun                                                               | Amichevole                                                            | -                                                                     | 46’}                                                                  |
| 13-6-2010                                                             | Pretoria                                                              | Serbia                                                                | 0 – 1                                                                 | Ghana                                                                 | Mondiali 2010 - 1º turno                                              | -                                                                     | 69’                                                                   |
| 18-6-2010                                                             | Port Elizabeth                                                        | Germania                                                              | 0 – 1                                                                 | Serbia                                                                | Mondiali 2010 - 1º turno                                              | -                                                                     | 79’                                                                   |
| 23-6-2010                                                             | Nelspruit                                                             | Australia                                                             | 2 – 1                                                                 | Serbia                                                                | Mondiali 2010 - 1º turno                                              | -                                                                     | 77’                                                                   |
| 3-9-2010                                                              | Tórshavn                                                              | Fær Øer                                                               | 0 – 3                                                                 | Serbia                                                                | Qual. Euro 2012                                                       | 1                                                                     | 83’                                                                   |
| 7-9-2010                                                              | Belgrado                                                              | Serbia                                                                | 1 – 1                                                                 | Slovenia                                                              | Qual. Euro 2012                                                       | -                                                                     |                                                                       |
| 8-10-2010                                                             | Belgrado                                                              | Serbia                                                                | 1 – 3                                                                 | Estonia                                                               | Qual. Euro 2012                                                       | -                                                                     | 79’ 90’                                                               |
| 11-10-2014                                                            | Erevan                                                                | Armenia                                                               | 1 – 1                                                                 | Serbia                                                                | Qual. Euro 2016                                                       | -                                                                     | 71’                                                                   |
| 14-10-2014                                                            | Belgrado                                                              | Serbia                                                                | 0 – 3 tav                                                             | Albania                                                               | Qual. Euro 2016                                                       | -                                                                     |                                                                       |
| 14-11-2014                                                            | Belgrado                                                              | Serbia                                                                | 1 – 3                                                                 | Danimarca                                                             | Qual. Euro 2016                                                       | -                                                                     |                                                                       |
| 18-11-2014                                                            | La Canea                                                              | Grecia                                                                | 0 – 2                                                                 | Serbia                                                                | Amichevole                                                            | -                                                                     | 66’                                                                   |
| Totale                                                                |                                                                       | Presenze                                                              | 43                                                                    |                                                                       | Reti                                                                  | 11                                                                    |                                                                       |

## Palmarès

### Club

#### Competizioni nazionali
- Campionato olandese: 1

PSV Eindhoven: 2007-2008
- Supercoppa dei Paesi Bassi: 1

PSV Eindhoven: 2008
- Coppa di Russia: 1

Zenit: 2009-2010
- Campionato russo: 1

Zenit San Pietroburgo: 2010
- Supercoppa di Russia: 1

Zenit: 2011